# Elektrohemija
Elektrohemija je grana fizičke hemije koja proučava procese i ravnoteže u rastvorima i rastopima elektrolita, kao i procese koji se dešavaju na granici između električnog provodnika i elektrolita pri kojima dolazi do prenosa elektrona između elektrode i elektrolita.
Ako hemijsku reakciju pokreće primena spoljašnjeg napona, kao u slučaju elektrolize, ili ako napon nastaje hemijskom reakcijom kao kod baterije, takva reakcija se naziva elektrohemijskom. Nasuprot tome, hemijska reakcija u kojoj se elektroni prenose između molekula se zove oksidacija / redukcija (redoks) reakcija. U principu, elektrohemija se bavi situacijama u kojima se reakcije oksidacije i redukcije razdvojene u prostoru ili vremenu, i povezane spoljnim električnim kolom.

## Istorija

### Razvoj elektrohemije od 16. do 18. veka
Šesnaesti vek su obeležili događaji koji su predstavljali početke razumevanja električnih pojava. Engleski naučnik Vilijam Gilbert je tokom 17 godina tog veka sproveo niz eksperimenata vezanih za magnetizam i u manjoj meri za elektricitet. Zbog njegovog rada na magnetima, Gilbert je postao poznat kao „otac magnetizma”. On je otkrio različite načine za pravljenje i povećavanje jačine magneta.
Godine 1663, nemački fizičar Oto fon Guerik je napravio prvi električni generator, koji je proizvodio statički elektricitet izazivanjem trenja u mašini. Generator je bio napravljen od velike sumporne kugle, izlivene u staklenu loptu pričvršćenu na osovinu. Da bi došlo do trljanja između kugle i osovine, kugla se okretala pomoću ručke pri čemu je dolazilo do pojave iskri statičkog elektriciteta. Lopta se mogla ukloniti i koristiti u eksperimentima kao izvor elektriciteta.
Sredinom 18. veka francuski hemičar Šarl Fransoa de Cistern du Fej otkriva dva tipa statičkog elektriciteta, kao i pojavu da se slični naboji međusobno odbijaju, dok se različiti međusobno privlače. Du Fej je ovu pojavu objasnio postojanjem dva fluida: „vitriolnog” (od latinskog izraza za staklo), ili pozitivnog elektriciteta; i „smolastog” ili negativnog elektriciteta. Ovo je bila takozvana električna teorija dva fluida, koju je u istom veku oborio Bendžamin Frenklin sa svojom teorijom jednog fluida.
Šarl-Ogisten de Kulon je 1781. godine definisao zakon elektrostatičkog privlačenja, koji je proizašao iz njegovog pokušaja da ispita zakon električnih repulzija koji je postavio Džozef Pristli.
Krajem 18. veka italijanski lekar i anatomista Luiđi Galvani u svom delu De Viribus Electricitatis in Motu Musculari Commentarius (Objašnjenje efekta elektriciteta na mišićno kretanje) dovodi u vezu hemijske reakcije i elektricitet i uvodi pojam „nervno-električne supstance” u biološke forme. Ovo delo označava početak elektrohemije.
U svom delu Galvani zaključuje da životinjsko tkivo sadrži do tada zanemarivanu urođenu životnu silu, koju je nazvao „životinjski elektricitet”, a koja aktivira živce i mišiće koji su u kontaktu sa metalom. On je verovao je da je ta sila još jedan oblik elektriciteta, pored „prirodnog” oblika iz munja ili električnih jegulja, kao i veštačkog oblika dobijenog trenjem.
Galvanijeve kolege su uglavnom prihvatile njegove stavove, ali je Alesandro Volta odbacio ideju „životinjskog električnog fluida”, tvrdnjom da žablji kraci reaguju zbog razlika u tvrdoći, sastavu i veličini metala. Galvani je oborio ovu tvrdnju izazivanjem mišićne akcije sa dva komada istog metala.

### 19. vek
Godine 1800, engleski hemičari Vilijam Nikolson i Johan Vilhelm Riter uspevaju da elektrolizom razlože vodu na vodonik i kiseonik. Ubrzo nakon toga Riter otkriva proces galvanizacije. Takođe je primetio da količina istaloženog metala i količina razvijenog kiseonika tokom elektrolitičkog procesa zavise od udaljenosti između elektroda. Godine 1801, Riter otkriva termoelektrične struje i dopunjava otkriće termoelektriciteta sa T. J. Sibekom. Do 1810. godine Vilijam Hajd Volaston je napravio poboljšani galvanski element. Istraživanja elektrolize koja je sproveo Hamfri Dejvi dovela su do zaključka da je elektricitet koji je nastao u jednostavnim elektrolitičkim ćelijama rezultat hemijske akcije koja podrazumeva hemijsku kombinaciju supstanci suprotnih naboja. Rezultati ovih istraživanja su direktno doveli do izolacije natrijuma i kalijuma iz njihovih jedinjenja, kao i zemnoalkalnih metala 1808. godine. 
Godine 1820, Hans Kristijan Ersted otkriva magnetski efekat električne struje, što je ocenjeno kao epohalno otkriće, iako je svoj budući rad na elektromagnetizmu prepustio drugima. Ubrzo nakon toga Andre-Mari Amper ponavlja Erstedov eksperiment i daje matematičku formulaciju magnetskog efekta.
Godine 1821, estonsko-nemački fizičar T. J. Sibek pokazuje postojanje električnog potencijala na dodirnim tačkama dva različita metala, kada među njima postoji razlika u toploti.
Godine 1827, nemački naučnik Georg Om formuliše svoj zakon u svom poznatom delu Die galvanische Kette, mathematisch bearbeitet (Galvansko kolo ispitano matematički) u kojem postavlja svoju kompletnu teoriju elektriciteta.
Eksperimenti koje je sproveo Majkl Faradej 1832. godine doveli su do formulisanja dva njegova zakona elektrohemije. Godine 1836, Džon Daniel konstruiše primarnu ćeliju u kojoj je za proizvodnju elektriciteta trošio vodonik. Daniel je takođe rešio problem polarizacije. U svojoj laboratoriji je pokazao da legiranje (amalgamiranje) cinka sa živom proizvodi bolji napon.
Vilijam Grouv proizvodi prvu gorivnu ćeliju 1839. godine. Tri godine kasnije Vilhelm Eduard Veber razvija spravu elektrodinamometar. Godine 1866, Žorž Leklanše patentira novu ćeliju koja je bila prethodnik prvih baterija koje su se našle u široj upotrebi, tzv. cink-ugljeničnu ćeliju.
Svante Avgust Arenijus 1884. godine objavljuje delo Recherches sur la conductibilité galvanique des électrolytes (Ispitivanje galvanske provodljivosti elektrolita). Iz dobijenih rezultata je zaključio da se elektroliti, kada se rastvore u vodi, u određenoj meri razdvajaju, odnosno disociraju u suprotno naelektrisane, pozitivne i negativne jone.
Godine 1886, Pol Eru i Čarles M. Hol razvijaju postupak za dobijanje aluminijuma koristeći principe koje je opisao Majkl Faradej.
Godine 1894, Vilhelm Ostvald privodi kraju veoma značajna izučavanja električne provodljivosti i elektrolitičke disocijacije organskih kiselina.
Volter Herman Nernst je 1888. godine razvio teoriju elektromotorne sile galvanske ćelije. Godine 1889, on je pokazao kako se osobine električne struje nastale u članku mogu iskoristiti za računanje promene slobodne energije u hemijskoj reakciji koja se odvija u članku. On je izveo jednačinu poznatu kao Nernstova jednačina, u kojoj je povezao napon ćelije i njene osobine.
Godine 1898, Fric Haber pokazuje da se održavanjem potencijala katode konstantnim tokom elektrolitičkog procesa mogu dobiti tačno određeni produkti. Objasnio je sve korake redukcije nitrobenzena na katodi i postavio model za druge, slične redukcijske procese.

### 20. vek i novija dostignuća
Godine 1902, osnovano je Elektrohemijsko društvo. Godine 1909. Robert Milikan počinje seriju eksperimenata sa ciljem određivanja električnog naboja jednog elektrona.
Godine 1923, Johanes Brensted i Tomas Lauri objavljuju suštinski iste teorije o ponašanju kiselina i baza sa elektrohemijskog gledišta.
Arne Tizelijus 1937. godine razvija prvu sofisticiranu aparaturu za elektroforezu i 1948. godine dobija Nobelovu nagradu za svoj rad na elektroforezi proteina.
Godinu kasnije, 1949, osnovano je Internacionalno elektrohemijsko društvo.
U periodu od 1960–1970. Revaz Dogonadze sa svojim studentima razvija novu granu elektrohemije, kvantnu elektrohemiju.

## Osnovni principi

### Redoks reakcije
U elektrohemijske procese spadaju dva tipa reakcija: redoks reakcije, u kojima, zbog spontanosti procesa, dolazi do oslobađanja energije i stvaranja elektriciteta; procesi u kojima električna struja stimuliše hemijsku reakciju. U redoks reakciji dolazi do prenosa elektrona, što ima za posledicu promene oksidacionih stanja, odnosno električnog naboja atoma ili jona.

### Oksidacija i redukcija
Glavna karakteristika učesnika elektrohemijske reakcije je broj njihovih valentnih elektrona. Oksidaciono stanje nekog jona predstavlja broj doniranih ili primljenih elektrona u odnosu na njegovo neutralno stanje (koje je okarakterisano oksidacionim brojem 0). Ako u toku reakcije neki atom ili jon donira elektron, njegovo oksidaciono stanje se poveća. S druge strane, ako čestica primi elektron, njeno oksidaciono stanje se smanji. U realnoj situaciji, ova dva procesa se uvek dešavaju zajedno, tj. oksidacija neke čestice je uvek praćena redukcijom neke druge čestice. Reakcija u kojoj dolazi do oksidacije jedne i redukcije druge čestice naziva se redoks reakcija.
Kao primer redoks reakcije može se uzeti reakcija natrijuma i hlora, u kojoj natrijum donira elektron, pri čemu postiže oksidaciono stanje +1. Hlor prima elektron i postiže oksidaciono stanje -1. Predznak ispred vrednosti oksidacionog stanja (pozitivno/negativno) odgovara vrsti električnog naboja svakog od jona. Elektrostatičko privlačenje različito naelektrisanih jona natrijuma i hlora predstavlja jonsku vezu u kristalu natrijum hlorida.
Oksidacija predstavlja gubitak elektrona sa atoma ili molekula, a redukcija primanje elektrona. U slučajevima kada su atomi vezani kovalentnim vezama elektronski par je podeljen između dva atom. Negativno oksidaciono stanje se tada pripisuje atomu koji ima veću vrednost koeficijenta elektronegativnosti.
Atom, molekul ili jon koji gubi elektrone naziva se redukujući agens ili reduktor, a čestica koja prima elektrone oksidujući agens ili oksidans. Oksidujući agens se uvek redukuje, a redukujući agens se oksiduje. Kiseonik je jedan od oksidanasa, jer se u reakcijama uvek redukuje iz oksidacionog stanja 0 (molekula O2) do negativnih oksidacionih stanja. Uprkos imenu, oksidacija ne mora podrazumevati učešće kiseonika u reakciji. Čak se i vatra, kao klasični primer oksidacije kiseonikom može održavati uz neki drugi oksidans, kao npr fluor, koji je jači oksidans od kiseonika. Kiseonik se može ponašati kao reduktor samo u reakcijama sa fluorom, pri čemu se oksiduje do pozitivnih oksidacionih stanja (npr. u jedinjenjima 2 i )
Kod reakcija u kojima učestvuje kiseonik, vezanje kiseonika implicira oksidaciju atoma ili molekula na koji se veže, pri čemu se kiseonik redukuje. Ovo proizlazi iz činjenice da je kiseonik jako elektronegativan i može se proširiti na druge jako elektronegativne elemente. U jedinjenjima nemetala, kao npr. organskim jedinjenjima, gubitak vodonika implicira oksidaciju atoma ili molekula sa kojeg je vodonik otišao (vodonik je redukovan). Ovo je posledica činjenice da vodonik, prilikom cepanja veze sa drugim nemetalom, odnosi sa sobom jedan elektron. Obrnuto, gubitak kiseonika ili vezanje vodonika na neku česticu predstavlja redukciju te čestice.

## Elektrohemijske ćelije
Elektrohemijska ćelija je sistem koji pretvara slobodnu, hemijsku energiju spontane redoks reakcije u električnu energiju. U elektrohemijske ćelije spadaju, između ostalih galvanska ćelija, elektrolitička ćelija i akumulator.
Elektrohemijske ćelije imaju dve elektrode: anodu i katodu. Anoda je definisana kao elektroda na kojoj se dešava oksidacija, a katoda kao elektroda na kojoj se dešava redukcija. Postoje različite vrste elektroda, kao npr. metalne, gasne i grafitne.
U galvanskoj ćeliji se nalaze dve elektrode od različitih metala, gde je svaka uronjena u elektrolit koji sadrži katione metala od kojeg je elektroda. Tendencija elektroda da se oksiduju ili redukuju u datom elektrolitu definisana je elektrohemijskim potencijalom, koji zavisi od temperature, pritiska i sastava i koncentracije elektrolita. U zavisnosti od razlike elektrohemijskih potencijala dve elektrode, jedna elektroda (anoda) će se oksidovati (odnosno, na njoj će se vršiti oksidacija), dok će se druga elektroda (katoda) redukovati (odnosno, na njoj će se vršiti redukcija). Dakle, ćelija ostvaruje razliku potencijala (električni napon), čija vrednost i predznak zavisi od hemijskih procesa koji se dešavaju na obe elektrode.
Galvanska ćelija čije su elektrode od cinka i bakra, i koje su uronjene u rastvore cink-sulfata i bakar-sulfata naziva se Danielova ćelija.
Polureakcije u Danielovoj ćeliji su sledeće:
{\displaystyle {\mbox{Cinkova elektroda (anoda) : }}{\mbox{Zn}}(s)\rightarrow {\mbox{Zn}}^{2+}(aq)+{\mbox{2e}}^{-}\,}
{\displaystyle {\mbox{Bakarna elektroda (katoda) : }}{\mbox{Cu}}^{2+}(aq)+{\mbox{2e}}^{-}\rightarrow {\mbox{Cu}}(s)\,}
Kako su rastvori elektrolita prostorno odvojeni, potrebno je, da bi se zatvorilo električno kolo, ostvariti mogućnost provođenja naelektrisanja između katodnog i anodnog prostora. Najjednostavniji način da se ostvari provođenje je spajanje dva elektrolita tzv. tekućim spojem. Da se izbjegne miješanje dva elektrolita usljed konvekcije, tekući spoj se može ostvariti postavljanjem poroznih barijera, koje dozvoljavaju protok iona, a umanjuju protok usljed konvekcije. Ovakvi porozni spojevi ostavljaju mogućnost miješanja anodnog i katodnog elektrolita, što izaziva kontaminaciju i smetnje u radu koji zahtijeva precizna mjerenja. Da se minimiziraju ovakve pojave, umjesto tečnog spoja se koristi tzv. soni most. Soni most predstavlja U cijev napunjena gelom koji je zasićen nekim inertnim elektrolitom, npr. kalijum hloridom. Korištenjem sonog mosta, kontaminacija elektrolita se svodi na minimum, i u većini slučajeva je izazvana inertnim elektrolitom, čije prisustvo ne izaziva značajne smetnje.
Voltmetar meri promene električnog potencijala između anode i katode.
Napon elektrohemijske ćelije se takođe naziva elektromotorna sila ili EMS (eng. EMF) ćelije.
Da bi se tačno definisao tok elektrona, definisan je način grafičkog predstavljanja ćelije. Kao primer se može navesti grafički prikaz Danielove ćelije:
{\displaystyle {\mbox{Zn}}(s)|{\mbox{Zn}}^{2+}(1M)||{\mbox{Cu}}^{2+}(1M)|{\mbox{Cu}}(s)\,}
Sa leve strane se navodi redukovani oblik metala koji se u procesu oksiduje, tj. anoda (Zn). Uspravna linija predstavlja faznu granicu između elektrode i rastvora u koji je uronjena. Iza linije se navodi oksidovani oblik metala (anodni elektrolit), odnosno katjon (Zn2+) i njegova koncentracija, odnosno aktivitet, (1M). Dve uspravne linije predstavljaju soni most. Levo se navodi oksidovani oblik metala koji se u procesu redukuje (Cu2+) i, odvojena uspravnom linijom, elektroda na kojoj se vrši redukcija (katoda, Cu). Koncentracija elektrolita ima značajan uticaj na napon članka, te se u grafičkom prikazu obavezno navodi.

## Standardni elektrodni potencijal
Predviđanja ćelijskog potencijala se mogu napraviti korištenjem tabela standardnih elektrodnih potencijala, koje se mogu naći u literaturi. Potencijali dati u tim tabelama su određeni u odnosu na standardnu vodonikovu elektrodu (SHE), a njihove vrednosti se, prema dogovoru, odnose na polureakcije redukcije. Potencijal standardne vodonikove elektrode se odnosi na sledeću reakciju: 
{\displaystyle {\mbox{2H}}^{+}(aq)+{\mbox{2e}}^{-}\rightarrow {\mbox{H}}_{2}\,}
koja je takođe prikazana kao redukcija, što ne znači da se ona ne može ponašati i kao anoda, u zavisnosti od relativnog redoks potencijala drugog sistema elektroda/elektrolit. Standardna vodonikova elektroda predstavlja onu vodonikovu elektrodu kojoj se gasoviti vodonik dovodi pod pritiskom od 1 bar i u čijem je elektrolitu aktivitet H+ jona 1. U elektrolit je uronjena platinizovana elektroda. 
Standardna vodonikova elektroda može, preko sonog mosta, biti spojena sa bilo kojom drugom elektrodom. Ako se druga elektroda takođe nalazi na standardnim uslovima, onda izmereni potencijal ćelije predstavlja standardni elektrodni potencijal te elektrode, jer potencijal standardne vodonikove elektrode, prema konvenciji, iznosi 0,000 V. Polarnost standardnog elektrodnog potencijala daje informaciju o relativnom redukcionom potencijalu elektrode koja je spojena na SHE. Ako elektroda, u odnosu na SHE, ima pozitivan potencijal, tada ona predstavlja redukujuću elektrodu, pri čemu se SHE ponaša kao anoda (primer je Cu u vodenom rastvoru CuSO4 čiji je potencijal 0,337 V). Obratno, ako je mereni potencijal negativan, elektroda je oksidujuća u odnosu na SHE (kao, na primer Zn u ZnSO4 standardnog potencijala -0,763 V).
Vrednosti standardnih elektrodnih potencijala se, prema dogovoru, odnose na redukcione potencijale. Ipak, redoks reakcije su reverzne i uloga određene elektrode u ćeliji zavisi od relativnog redoks potencijala i jedne i druge elektrode. Oksidacijski potencijal određene elektrode je negativna vrednost redukcionog potencijala. Standardni ćelijski potencijal može biti određen razmatranjem standardnih elektrodnih potencijala obe elektrode (tzv. polućelijskih potencijala). Manja vrednost elektrodnog potencijala predstavlja anodu, odnosno reakciju oksidacije. Ćelijski potencijal se računa kao zbir redukcionog potencijala katode i oksidacionog potencijala anode.
{\displaystyle {\mbox{E}}_{cel}^{o}={\mbox{E}}_{red}^{o}(katoda)-{\mbox{E}}_{red}^{o}(anoda)={\mbox{E}}_{red}^{o}(katoda)+{\mbox{E}}_{oxi}^{o}(anoda)}
Na primer, standardni elektrodni potencija bakarne elektrode je:
{\displaystyle {\mbox{Celijski dijagram}}\,}
{\displaystyle {\mbox{Pt}}(s)|{\mbox{H}}_{2}(1atm)|{\mbox{H}}^{+}(1M)||{\mbox{Cu}}^{2+}(1M)|{\mbox{Cu}}(s)\,}
{\displaystyle {\mbox{E}}_{cell}^{o}={\mbox{E}}_{red}^{o}(katoda)-{\mbox{E}}_{red}^{o}(anoda)}
Na standardnoj temperaturi, pritisku i aktivitetima jona, elektromotorna sila ćelije (merena multimetrom) iznosi 0,34 V. Kako je elektrodni potencijal SHE nula, bakar predstavlja katodu a SHE anode, te je potencijal ćelije:
{\displaystyle {\mbox{E}}_{cell}={\mbox{E}}_{{\mbox{Cu}}^{2+}/{\mbox{Cu}}}^{o}-{\mbox{E}}_{{\mbox{H}}^{+}/{\mbox{H}}_{2}}^{o}}
odnosno, jednak je elektrodnom potencijalu redoks para Cu2+/Cu
{\displaystyle {\mbox{E}}_{{\mbox{Cu}}^{2+}/{\mbox{Cu}}}^{o}={\mbox{0.34 V}}}
Promene stehiometrijskih koeficijenata izbalansirane ćelijske jednačine ne utiču na vrednost {\displaystyle {\mbox{E}}_{red}^{0}\,} jer standardni elektrodni potencijal predstavlja intenzivnu veličinu.

## Literatura
- Ebbing, Darrell D.; Gammon, Steven D. (2007). General Chemistry. Cengage Learning. стр. 837. ISBN 978-0-618-73879-3.,
- Nobel Lectures in Chemistry. World Scientific. 1999. ISBN 9789810234058.. Volume 1, World Scientific. (1999). Chemistry, 1901-1921. World Scientific. ISBN 978-981-02-3405-8.
- Swaddle, Thomas Wilson , Academic Press. Swaddle, Thomas W. (1997). Inorganic chemistry: an industrial and environmental perspective. Elsevier. ISBN 978-0-12-678550-0.
- Wiberg, Egon; Wiberg, Nils and Holleman, Arnold Frederick , Academic Press. Wiberg, Egon; Wiberg, Nils (2001). Inorganic chemistry. Academic Press. ISBN 978-0-12-352651-9.
- Allen J. Bard; Larry R. Faulkner (2000). Electrochemical Methods: Fundamentals and Applications (second изд.). Wiley. ISBN 978-0-471-04372-0.
- Christopher M. A. Brett; Ana Maria Oliveira Brett (1993). Electrochemistry: Principles, Methods, and Applications. Oxford University Press. ISBN 978-0-19-855388-5.

## Spoljašnje veze
- Naučni intervju: Ričard Kompton (RTS Obrazovno-naučni program - Zvanični kanal)
- Electrochemistry na veb-sajtu  (језик: енглески)
- [http://www.chem1.com/acad/webtext/elchem/